# فرودگاه صحرایی بروس
فرودگاه صحرایی بروس (به انگلیسی: Bruce Field) یک فرودگاه همگانی با کد یاتا E30 است که یک باند فرود آسفالت دارد و طول باند آن ۱۱۹۱ متر است. این فرودگاه در شهر بلینجر، تگزاس کشور ایالات متحده آمریکا قرار دارد و در ارتفاع ۵۲۹ متری از سطح دریا واقع شده‌است.